# Sam Gary
Sam Gary (* 19. Februar 1917 in Florida; † 20. Juli 1986 in Aiken, South Carolina) war ein afroamerikanischer Blues-, Spiritual- und Folk-Sänger. Vor allem durch die jahrelange Zusammenarbeit mit seinem berühmteren Freund und Mit-Musiker Josh White wurde er einem größeren Publikum bekannt.
Als Ensemblemusiker (Bass-Sänger) war Sam Gary in den 1940er Jahren Mitglied von Josh White and his Carolinians sowie der Almanac Singers, als Solist hat er im Jahre 1956 – mit Unterstützung durch Josh White an der Gitarre – ein eigenes Album auf dem britischen Label Esquire veröffentlicht, von deren Aufnahmen zusätzlich drei EPs herausgegeben wurden. Das Album wurde ein Jahr später auch in den USA auf Tom Wilsons damaligem Label Transition Records herausgebracht.
| Personendaten    | Personendaten                                        |
| ---------------- | ---------------------------------------------------- |
| NAME             | Gary, Sam                                            |
| KURZBESCHREIBUNG | US-amerikanischer Blues-, Spiritual- und Folk-Sänger |
| GEBURTSDATUM     | 19. Februar 1917                                     |
| GEBURTSORT       | Florida                                              |
| STERBEDATUM      | 20. Juli 1986                                        |
| STERBEORT        | Aiken (South Carolina)                               |